# 더비 이슈트반
더비 이슈트반(헝가리어: Dabi István, 1943년 6월 12일 ~ )는 헝가리의 번역가이다. 전 세계 50여 개 국가의 80여명의 조력자들을 통해 18개의 언어를 18세의 나이로 습득하면서 유명해졌다.
그는 통신 담당자, 가이드, 통역가, 번역가, 편집 자문가 등으로 활동했다. 유창한 언어 구사 능력과 다양한 활동에도 불구하고 자신의 시 작품의 경우에는 대부분 폴란드어로 출판했다. 이러한 그는 1970년 리투아니아에서 온 폴란드계 언어 교사와 결혼했고, 아들 (이슈트반 미코와이(István Mikołaj), 1971년)과 딸 (마리아 로잘리아(Mária Rozália), 1973년)을 얻었다. 생전에 대부분 부다페스트에 거주했으나 1971년과 1980년 사이의 기간에만 그단스크에 잠시 살았었다.
이러한 그는 여러 나라의 문학과 문화를 알기 위해서 늘 언어에 관심이 있었다.

## 언어

### 번역
더비 이슈트반은 그가 번역하는 언어를 4가지로 분류했다.
1. 실제로 사전없이 번역 가능: 러시아어, 폴란드어, 벨라루스어, 우크라이나어, 카슈브어, 소르브어, 체코어, 슬로바키아어, 세르비아어, 크로아티아어, 독일어, 영어, 프랑스어, 에스파냐어, 이탈리아어, 리투아니아어, 라트비아어, 에스토니아어, 불가리아어, 마케도니아어
2. 다소의 사전 참고: 슬로베니아어, 네덜란드어, 스웨덴어, 덴마크어, 노르웨이어, 아이슬란드어, 루마니아어, 포르투갈어, 로만어, 터키어, 아제르바이잔어, 우즈벡어, 투르크멘어, 추바시어, 타타르어, 바시키르어, 핀란드어, 코미어, 마리어, 모르도바어 (에르자어와 목샤어), 이시어, 아랍어, 몰타어, 힌디어, 페르시아어, 우르두어, 베트남어, 몽골어, 부랴트어, 칼미크어, 아르메니아어, 다리어, 타지크어
3. 위보다는 좀 더 사전을 좀 사용: 그리스어, 라틴어, 네팔어, 카자흐어, 키르기스어, 투바어, 알타이어, 야쿠트어, 나나이어, 예벤키어, 카라차이어, 아디게어, 카바르디어, 아바르어, 라크어, 카라칼파크어, 알바니아어, 일본어, 인도네시아어, 말레이어, 우드무르트어, 산스크리트어, 벵골어, 조지아어
4. 상당수준 사전을 이용: 웨일스어, 아일랜드어, 태국어, 라오어, 크메르어, 말라얄람어, 칸나다어, 타밀어, 텔루구어, 신할라어, 스와힐리어, 링갈라어, 말라가시어, 암하라어, 풀라어, 히브리어, 중국어, 미얀마어, 타갈로그어, 네네츠어, 압하스어, 체첸어, 인구시어, 파슈토어, 하우사어, 티베트어

그의 모국어 헝가리어를 제외하면 (모르도바 방언 2개는 1개로 취급했을 때) 총 103여개의 언어이다. 그는 이러한 103여개의 언어들을 헝가리어, 폴란드어, 러시아어로 번역할 수 있었다.

### 회화
위의 경우 외에도 더비 이슈트반은 러시아어, 폴란드어, 체코어, 슬로바키아어, 불가리아어, 독일어, 영어, 프랑스어, 리투아니아어 등의 언어를 유창하게 말할 수 있었고, 며칠간의 준비 기간이 주어진다면 이 외의 14개의 언어(우크라이나어, 벨로루시어, 세르비아어, 크로아티아어, 마케도니아어, 소르브어, 라트비아어, 이탈리아어, 스페인어, 포르투갈어, 네덜란드어, 덴마크어, 스웨덴어, 노르웨이어)로도 말할 수 있었다. 

## 그가 외국어 배우는 방식
- (가족, 일, 일상 생활 등등의 주제에서) 1000-1500개의 기본 단어를 선택한다. 그리고 가장 중요한 문법(격변화, 동사 변화, 대명사, 어순)을 이러한 단어와 같이 배운다.

- 관심있는 주제를 담고 있는 상당히 쉬운 원문을 사전을 갖고 읽기 시작한다. (이러한 원문은 신문기사나 관심이 가는 글이든지 어느 것이든 상관 없다.)

- 몇몇 사람의 경우에는 모르는 단어를 쓰고 반복해야만 하겠지만 그렇지 않은 또 다른 경우의 사람들은 모르는 단어를 읽는 것만으로도 충분하다. 그는 경험상 새로운 단어를 결론이나 추론(문맥)을 통해서 익히는 것이 자신의 경우에 쉽다는 사실을 알고 있었다.

- 가능하면 다른 사람들과 편지를 나누는데, 대개 모국어가 그가 배우고자 하는 언어이면서 그와 같은 직업이나 흥미를 가진 사람들이었다.

- 듣기의 경우에는 외국어로 된 라디오 방송을 들으면서 시작했는데 처음에는 설령 사실상 아무것도 이해하지 못했을지라도 점차 외국어의 소리들에 익숙해 질 수 있기 때문이다.

- 그는 매일 최소한 15분에서 20분 정도는 배우고자 하는 언어를 다루는 것이 필수적이라고 생각했다. (만일 그 정도의 시간 할당도 불가능하다면 스스로 시간관리하는 법을 배워야 할 것이다.)

## 관련 서적
(아래에는 그의 고유한 작품들만 명시되어 있다. 따라서 그가 번역한 작품들은 명시되어 있지 않다..)
- A nyelvekről – nyelvtanulásról ("언어 학습에 대해"), ISBN 963-450-921-5.